# Ad notam
Ad notam je český notářský časopis vycházející zpravidla jednou za dva měsíce (tj. šestkrát ročně). Vychází od roku 1995 (nulté číslo vyšlo 1. prosince 1994), vydává ho Notářská komora České republiky, a to od počátku existence časopisu do roku 2009 v nakladatelství C. H. Beck, od roku 2010 pak prostřednictvím společnosti EPRAVO Media (CZ) s. r. o.
Časopis se věnuje zejména veškeré činnosti notářů, od roku 2010 se pak začal zaměřovat také na širší právnickou i neprávnickou veřejnost se zájmem o notářství. K častým přispěvatelům patří mimo jiné notáři JUDr. Václav Kouba, JUDr. Martin Foukal, JUDr. Ondřej Holub a JUDr. Martin Šešina nebo soudce Ústavního soudu České republiky JUDr. PhDr. Stanislav Balík.

## Redaktoři
Vedoucí redaktor:
- JUDr. Svatopluk Procházka (do roku 2003)
- JUDr. Martin Foukal (od roku 2004)

Odpovědný redaktor:
- doc. JUDr. Karel Václav Malý (do roku 1996)

Redaktor:
- doc. JUDr. Karel Václav Malý (v letech 1996 až 1997)
- Mgr. Jakub Adam (v letech 1997 až 2003)
- Mgr. Ladislava Janková (v letech 2004 až 2009)
- Mgr. Miroslav Chochola (od roku 2010)

## Členové redakční rady
- JUDr. Kateřina Brejlová (od roku 2010) – notářská kandidátka JUDr. Kateřiny Petrzik Hronovské, notářky v Ostravě
- prof. JUDr. Jan Dvořák (od roku 2004) – profesor Právnické fakulty Univerzity Karlovy v Praze
- JUDr. Roman Fiala (od roku 2004) – místopředseda Nejvyššího soudu České republiky
- JUDr. Martin Foukal – prezident Notářské komory České republiky
- JUDr. Martina Kasíková (od roku 2011) – místopředsedkyně Krajského soudu v Praze
- doc. JUDr. Alena Macková (od roku 2004) – docentka Právnické fakulty Univerzity Karlovy v Praze
- JUDr. Adéla Matějková (od roku 2011) – notářka v Praze
- Mgr. Erik Mrzena (od roku 2004) – notář v Praze
- JUDr. Karel Wawerka – notář v Praze

Dřívější členové:
- JUDr. Petr Bílek (do roku 2003) – notář v Praze
- JUDr. Jiřík Fleischer (do roku 2010) – bývalý notář v Brně
- JUDr. Ondřej Holub (do roku 2005) – notář v Praze
- JUDr. Václav Kouba (od počátku vydávání časopisu do své smrti v roce 2011) – notář v Praze
- doc. JUDr. Karel Václav Malý (do roku 1998) – docent Právnické fakulty Univerzity Karlovy v Praze
- doc. JUDr. Jiří Mikeš (v letech 1996 až 2003) – docent Právnické fakulty Univerzity Karlovy v Praze
- JUDr. Alena Pavlíková (v letech 1996 až 1997) – soudkyně Vrchního soudu v Praze
- JUDr. Svatopluk Procházka (do roku 2003) – notář v Praze
- JUDr. Martin Šešina (od roku 2005 do roku 2010) – notář v Benešově